# Gong (rockowy zespół muzyczny)
Gong – francuska, a potem międzynarodowa, progresywna grupa rockowa wywodząca się z brytyjskiej sceny Canterbury. Przez formację przewinęło się wielu muzyków reprezentujących różne koncepcje muzyczne. Z tej przyczyny, a także z powodów czysto programowych, grupa nie wykształciła stałego brzmienia. W istocie była jednym z najbardziej eklektycznych i „anarchistycznych” projektów w historii gatunku. Grupa objęła takie gatunki jak psychodeliczny rock, rock elektroniczny, jazz-rock, space rock, eksperymentalny rock i inne. Zalicza się ją również w poczet grup protopunkowych. Muzyka grupy balansuje pomiędzy groteską, teatralnością, awangardowymi eksperymentami oraz solidną rockową i jazzrockową grą; bardzo bogata instrumentalnie, jak pod względem faktury. Z zespołu „wypączkowały” grupy-córki: Planet Gong, Mother Gong, Pierre Moerlen’s Gong, Gongzilla, NY Gong i Gongmaison.

## Muzycy
Obecny skład zespołu
- Fabio Golfetti – gitara (2007, od 2012)
- Dave Sturt – gitara basowa (od 2009)
- Ian East – flet, saksofon (od 2009)
- Kavus Torabi – gitara, śpiew (od 2014)
- Cheb Nettles – perkusja, instrumenty perkusyjne (od 2014)

Byli członkowie zespołu
- Daevid Allen (zmarły) – gitara, śpiew (1967–1968, 1969-1975, 1977, 1990, 1992–2001, 2003–2004, 2006–2015)
- Gilli Smyth (zmarła) – śpiew (1967–1968, 1969-1973, 1974, 1977, 1990, 1994–2001, 2004, 2006, 2007–2013)
- Ziska Baum – śpiew (1967–1968)
- Loren Standlee (zmarły) – flet (1967–1968)
- Didier Malherbe – saksofon, flet (1969–1976, 1977, 1990, 1992–2001, 2006)
- Rachid Houari (zmarły) – perkusja, instrumenty perkusyjne (1969-1971, 1973)
- Christian Tritsch – gitara basowa, gitara (1969–1973)
- Pip Pyle (zmarły) – perkusja, instrumenty perkusyjne (1971, 1990, 1992–1997)
- Laurie Allan – perkusja, instrumenty perkusyjne (1972–1973, 1974)
- Mac Poole (zmarły) – perkusja, instrumenty perkusyjne (1972)
- Charles Hayward – perkusja, instrumenty perkusyjne (1972)
- Rob Tait – perkusja, instrumenty perkusyjne (1972, 1974)
- Diane Stewart – śpiew (1972, 1974)
- Tim Blake – instrumenty klawiszowe, śpiew (1972–1975, 1977, 1994, 2006)
- Francis Moze – gitara basowa, instrumenty klawiszowe (1972–1973)
- Steve Hillage – gitara, śpiew (1973–1975, 1977, 2006, 2008–2012)
- Mike Howlett – gitara basowa, śpiew (1973–1976, 1977, 1994–2001, 2006, 2008–2009)
- Pierre Moerlen (zmarły) – perkusja, instrumenty perkusyjne (1973–1974, 1975–1976, 1977, 1997–1999)
- Miquette Giraudy – śpiew, instrumenty klawiszowe (1974–1975, 1977, 2006, 2008–2012)
- Chris Cutler – perkusja, instrumenty perkusyjne (1974)
- Bill Bruford – perkusja, instrumenty perkusyjne (1974)
- Brian Davison (zmarły) – perkusja, instrumenty perkusyjne (1975)
- Dave Stewart – instrumenty klawiszowe (1975)
- Patrice Lemoine – instrumenty klawiszowe (1975–1976, 1977)
- Mireille Bauer – instrumenty perkusyjne (1975–1976, 1977)
- Jorge Pinchevsky – skrzypce (1975–1976, 1977)
- Sandy Colley – śpiew (1976)
- Stephen Lewry – gitara (1990, 1994–1998)
- Keith Bailey – gitara basowa, śpiew (1990, 1992–1994)
- Paul Noble – instrumenty klawiszowe (1990)
- Graham Clark – skrzypce (1992–1993)
- Shyamal Maïtra – instrumenty perkusyjne, instrumenty klawiszowe (1992–1994)
- Chris Taylor – perkusja, instrumenty perkusyjne (1999–2001, 2006, 2008–2012)
- Theo Travis – saksofon, flet (1999–2001, 2006, 2008–2010)
- Mark Robson – instrumenty klawiszowe (1999–2000)
- Mark Hewins – gitara (1999)
- Gwyo Zepix – instrumenty klawiszowe, gitara (2000–2001)
- Josh Pollock – gitara (2003–2004, 2007)
- Dharmawan Bradbridge – gitara basowa (2003–2004)
- Cotton Casino – instrumenty klawiszowe, śpiew (2003–2004, 2007)
- Kawabata Makoto – gitara (2003–2004, 2007)
- Orlando Allen – perkusja, instrumenty perkusyjne (2003–2004, 2012–2014)
- Tsuyama Atsushi – gitara basowa (2004, 2007)
- Tatsuya Yoshida – perkusja, instrumenty perkusyjne (2004, 2007)
- Marcelo Ringel – saksofon, flet (2007)
- Gabriel Costa – gitara basowa (2007)
- Fred Barley – perkusja, instrumenty perkusyjne (2007)

## Dyskografia

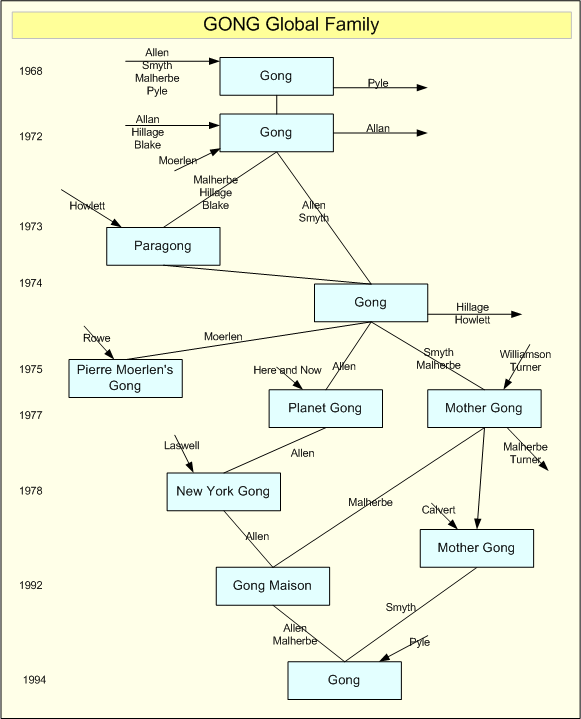
„Rodzina” Gong

### Gong
- 1970: Magick Brother
- 1971: Camembert Electrique
- 1972: Continental Circus
- 1973: Flying Teapot (Radio Gnome Invisible, Pt. 1)
- 1973: Angel’s Egg (Radio Gnome Invisible, Pt. 2)
- 1974: You (Radio Gnome Invisible, Pt. 3)
- 1975: Shamal
- 1976: Gazeuse! (vel Expresso)
- 1977: Gong Est Morte, Vive Gong
- 1977: Floating Anarchy Live 77
- 1977: Live Etc.
- 1978: Expresso II
- 1979: Downwind
- 1979: Time Is the Key
- 1980: Pierre Moerlen’s Gong Live
- 1981: Leave It Open
- 1986: Breakthrough
- 1992: Shapeshifter
- 1993: Live on TV 1990
- 1994: About Time
- 1995: Second Wind
- 1995: 25th Birthday Party (na żywo)
- 1996: The Owl & the Tree
- 2000: Zero to Infinity
- 2000: Live 2 Infinitea
- 2002: From Here to Eternitea
- 2002: Bedrock in Concert (na żywo)
- 2002: Live in Nottingham
- 2004: Acid Motherhood
- 2009: 2032
- 2014: I See You
- 2016: Rejoice! I’m Dead!

### Mother Gong
- 1979: Fairy Tales
- 1981: Robot Woman
- 1982: Robot Woman 2
- 1991: Wild Child
- 1991: Live 1991
- 1995: Tree in Fish

### Pierre Moerlen’s Gong
- 1979: Downwind
- 1979: Time Is the Key
- 1980: Pierre Moerlen’s Gong Live
- 1981: Leave It Open
- 1986: Breakthrough
- 1995: Second Wind

### Mother Gongzilla
- 1995: Suffer
- 1996: Thrive

### New York Gong
- 1979: About Time

### Planet Gong
- 1977: Floating Anarchy Live 1977